# Johannes Govertus de Man
Johannes (Jan) Govertus de Man est un zoologiste néerlandais, né le 2 mai 1850 à Middelbourg et mort le 9 janvier 1930 dans cette même ville. C’est l’un des principaux pionniers de la nématodologie du XIXe siècle. Il est également l’auteur d’importants travaux sur les crustacés.  Il fait paraître également quelques recherches sur les vers plats, les sipunculides et les vertébrés.

## Biographie
Il est très tôt sensibilisé à la science par son père et son grand-père. Il entre, en 1868, à l’université de Leyde où il étudie la physique et les mathématiques. Après l’obtention de son baccalauréat en 1871, il poursuit ses études avec, comme sujet pour son master, la dentition des rongeurs. Il séjourne en Allemagne où le professeur Rudolf Leuckart (1822-1898) lui fait découvrir les nématodes. De retour à Leyde, il y soutient sa thèse en 1873 qu’il consacre à une étude d’anatomie comparée des muscles et des nerfs des vertébrés. Il fait paraître sa première monographie sur les nématodes en 1876 dans laquelle il décrit 39 nouveaux taxons.
En 1875, il devient conservateur au Rijksmuseum van Natuurlijke Historie de Leyde. Les changements qu’il introduit dans les collections de mammifères ne satisfont pas le directeur du Muséum, aussi De Man doit quitter l’institution seulement onze ans après y être entré. Il passe le reste de sa vie à travailler dans la maison de ses parents à Middelbourg et, plus tard, dans une maison au bord du rivage, près de Reimerswaal dans l’estuaire de l'Escaut oriental, vivant grâce aux revenus de sa famille. C’est là, qu’en 1884, il fait paraître sa célèbre monographie sur les nématodes parasites ou non des Pays-Bas. Il se tourne alors vers l’étude des nématodes marins sur lesquels il publie en 1886, 1888 et 1893. À cette date, il tourne son attention sur les crustacés auxquels il consacre 95 publications et décrit 340 nouveaux taxons. Il n’oublie pas les nématodes dont il décrit près de 70 nouveaux taxons.
On lui diagnostique un cancer de la prostate en septembre 1929 et il est opéré quelques mois plus tard. Sa santé se dégrade et il meurt dans les premières semaines de 1930.

## Taxons qui lui ont été dédiés
Une famille, trois genres et environ trente-neuf espèces de nématodes ; six genres et trente-trois espèces de crustacés ; deux espèces de gastéropodes ; une de sipunculide.
- Anachis demani De Jong & Coomans, 1988
- Anchistus demani Kemp, 1922
- Araeolaimus demani (Schuurmans-Stekhoven, 1950) Wieser, 1956
- Axonolaimus demani De Coninck & Stekhoven, 1933
- Caridina demani J. Roux, 1911
- Charybdis (Goniosoma) demani Leene, 1937
- Chromadorina demani Inglis, 1962
- Clibanarius demani Buitendijk, 1937
- Demania Laurie, 1906
- Demaniella Steiner, 1914
- Demanietta Bott, 1966
- Demanietta manii (Mary Rathbun, 1904)
- Dracograllus demani Allen & Noffsinger, 1978
- Dromia (Cryptodromia) de Manii Alfred William Alcock, 1899 (synonyme de Cryptodromia amboinensis De Man, 1888)
- Eleutherolaimus demani (Rouville, 1903)
- Engina demani De Jong & Coomans, 1988
- Etisus demani Odhner, 1925
- Exopalaemon mani (Sollaud, 1914)
- Gonodactylellus demanii (Henderson 1893)
- Labuanium demani (Bürger, 1893)
- Manella Rathbun, 1906
- Metapenaeus demani (J. Roux, 1922)
- Metoncholaimus demani (Zur Strassen, 1894)
- Molgolaimus demani Jensen, 1978
- Neoliomera demani Jacques Forest & Guinot, 1962
- Palaemon sundaicus De Mani Nobili, 1899 (synonyme de Macrobrachium equidens (Dana, 1852))
- Panulirus demani Borradaile, 1899 (synonyme de P. versicolor (Latreille, 1804))
- Percnon demani Ward, 1934
- Periclimenes demani Kemp, 1915
- Petrarctus demani (Lipke Holthuis, 1963)
- Phascolosoma (Satonus) demanni (Sluiter, 1891)
- Pontophilus demani Chace, 1984
- Processa demani Hayashi, 1975
- Pseudocollodes demani Heinrich Balss, 1929
- Rhabdodemania Baylis & Daubney, 1926
- Richtersia demani Stekhoven, 1935
- Sabatieria demani Bresslau & Stekhoven, in Stekoven, 1935
- Scyllarus demani Holthuis, 1946
- Synalpheus demani Borradaile, 1899
- Thalamita de Mani Nobili, 1905 (synonyme de T. invicta Thallwitz, 1891)
- Tricoma demanema, Chromadorita demaniana Filipjev, 1922
- Uca demani Arnold Edward Ortmann, 1897
- Uca manii Rathbun, 1909 (synonyme de U. forcipata (Adams & White, 1848))
- Urocaris de Mani Balss, 1916 (synonyme de Periclimenes scriptus (Risso, 1822))
- Vir Holthuis, 1952 (Latin vir = homme)
- Xantho demani Odhner, 1925 (synonyme de Lachnopodus subacutus (Stimpson, 1858))
- Zozymodea demani (Odhner, 1925)

### Taxons qu’il a décrits
30 genres et 523 espèces de crustacés ; 61 genres et 239 espèces de nématodes ; quelques taxons d’insectes, de mollusques, de platyhelminthes, de sipunculides et de turbellaires.
- Caridina japonica De Man, 1892
- Lysmata amboinensis De Man, 1888
- Palinurellus wieneckii (De Man, 1881)

### Note
1. ↑  « https://pid.uba.uva.nl/ark:/88238/b2762 » (consulté le 10 décembre 2024)
2. ↑  Karssen (2006) explique que la véritable raison sont ses problèmes de santé.

### Source
- Gerrit Karssen (2006). Life and Word of Dr. Johannes Govertus de Man (1850-1930). A Crustacea and Nematoda specialist, Brill (Leyde) : 119 p. + un cédérom reproduisant (en basse définition) quelques-uns de ses travaux.